# Wereldvoetballer van het jaar 1994
In 1994 werd Romário door de FIFA verkozen tot Wereldvoetballer van het jaar. 

## Resultaten
| # | Speler             | Club                          | Punten |
| - | ------------------ | ----------------------------- | ------ |
| 1 | Romário            | FC Barcelona                  | 346    |
| 2 | Christo Stoitsjkov | FC Barcelona                  | 100    |
| 3 | Roberto Baggio     | Juventus                      | 80     |
| 4 | Gheorghe Hagi      | Brescia → FC Barcelona        | 50     |
| 5 | Paolo Maldini      | AC Milan                      | 40     |
|   | Bebeto             | Deportivo La Coruña           | 16     |
| 7 | Dennis Bergkamp    | Internazionale                | 11     |
| 8 | Dunga              | VfB Stuttgart                 | 9      |
| 9 | Mauro Silva        | Deportivo La Coruña           | 7      |
|   | Jürgen Klinsmann   | AS Monaco → Tottenham Hotspur | 7      |
|   | Tomas Brolin       | Parma                         | 7      |
|   | Franco Baresi      | AC Milan                      | 7      |

## Referentie
- World Player of the Year - Top 10

1991 · 1992 · 1993 · 1994 · 1995 · 1996 · 1997 · 1998 · 1999 · 2000 · 2001 · 2002 · 2003 · 2004 · 2005 · 2006 · 2007 · 2008 · 2009